# Grafické techniky
Grafickou technikou rozumíme způsob, kterým umělec dosáhne rozmnožitelnosti díla na stanovený náklad. Každý z exemplářů je považován za originál, nikoliv za kopii. Informace o rozdílu mezi originální grafikou a reprodukcí jsou uvedeny na stránce grafika.

## Dělení grafických technik

### Tisk z výšky

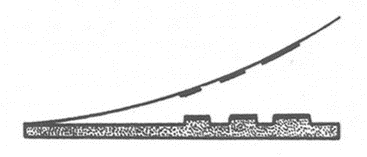
Schéma tisku z výšky

Jedná se o nejstarší grafickou techniku. Grafik po přenesení kresby na štoček postupně pomocí různých druhů rýtek a dlátek odebírá materiál kolem kresby. Odebrané místo bude na výsledné grafice bílé. Tiskařská barva se nanáší na vyvýšená místa (odtud název „tisk z výšky“). Zjednodušeně by se dalo říci, že tisk je obdobný principu razítka. Na tento tisk není třeba tiskařského lisu. Tisk lze provést na běžném knihařském lisu, nebo přiložit list papíru na štoček a papír přejet válečkem. Štočky se při tomto druhu tisku příliš neopotřebovávají.
Do této kategorie patří: dřevořez, dřevoryt a linoryt.

### Tisk z hloubky

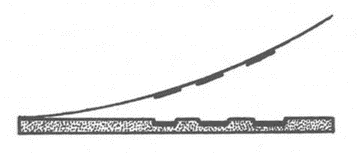
Schéma tisku z hloubky

Již od starověku ryli zlatníci do kovu různé ornamenty, ale pouze k dekorativním účelům. Odtud byl již jen krok z nejstarší grafické technice tisku z hloubky - rytině. Popudem byla snaha o větší výrazovou možnost, jelikož tisk z hloubky umožňuje daleko jemnější práci. Grafik při této technice vyryje nebo vyleptá výjev do destičky (zinkové, ocelové, měděné či hliníkové). Poté vetře barvu do vyrytých či vyleptaných míst a tlakem lisu obtiskne výjev na papír. Při této technice dochází k většímu opotřebení destiček. Některé techniky tisku z hloubky tak mají jen velmi omezený náklad.
Do této kategorie patří: rytina, lept, suchá jehla, mezzotinta, měkký kryt (vernis mou), akvatinta, oceloryt.

### Tisk z plochy
Při tisku z plochy jsou netisknoucí a tisknoucí prvky prakticky v jedné rovině a k přenosu barvy dochází na základě odlišných fyzikálně-chemických vlastností tisknoucích a netisknoucích míst. Netisknoucí místa přijímají vlhčící roztok, zatímco místa tisknoucí přijímají mastnou tiskovou barvu.

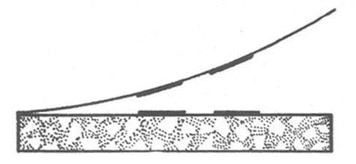
Schéma tisku z plochy

Do této kategorie patří: litografie.

### Ostatní grafické techniky
Existuje mnoho grafických technik, které se neřadí ani do jedné z předešlých kategorií. Zejména se jedná o:
- sítotisk (serigrafie),
- monotyp
- papírotisk.

Některé z těchto technik již leží na hranici grafiky.

## Kombinace technik
S kombinováním grafických se setkáváme především u moderní grafiky. Kombinují se zejména techniky tisku z hloubky. Umělec při práci na různých částech destičky používá různé techniky.
Další možností, která se opět týká především moderní grafiky, je soutisk. Umělec zhotoví dvě či více destiček a poté soutiskne jejich obsah na sebe. Tato technika se používá především k dosažení více barev či barevných tónů na výsledné grafice.

## Mezinárodní značení grafických technik
Mezinárodní zkratky grafických technik se používají zejména ve sběratelské obci nebo v odborné literatuře.
| zkratka | technika               |
| ------- | ---------------------- |
| C1      | ocelorytina (oceloryt) |
| C2      | mědirytina (mědiryt)   |
| C3      | lept                   |
| C4      | suchá                  |
| C5      | akvatinta              |
| C6      | měkký kryt             |
| C7      | mezzotinta             |
| X1      | dřevořez               |
| X2      | dřevoryt               |
| X3      | linoryt                |
| L       | litografie             |
| S       | sítotisk               |
| CRD     | počítačová reprodukce  |